# Нюрнберг (лек крайцер, 1934)
Нюрнберг (на немски: Nürnberg) е немски лек крайцер от времето на Втората световна война. Развитие на проекта „Лайпциг“. Последният лек крайцер в германския флот.

## Проектиране и постройка
Независимо от това, че в редица източници леките крайцери „Лайпциг“ и „Нюрнберг“ се отнасят към един тип (типа „Лайпциг“), явяващ се подобрение на предшестващите крайцери тип „К“, по цял набор характеристики тези два кораба се отличават един от друг. „Нюрнберг“ е заложен, спуснат и въведен в строй почти пет години по-късно от своя „по-стар брат“.
Паузата в строителството е предизвикана от провежданите дискусии за това, какви крайцери са нужни на Германия от гл.т. тяхното въоръжение, водоизместимост и прочее характеристики. В резултат е взето решение да се строят тежки „Вашингтонски“ крайцери. Като следствие – кардинално-нов проект за лек крайцер не е разработван, а новият кораб от този клас за германския флот представлява подобрен проект на крайцера „Лайпциг“.
Проектната водоизместимост на новия крайцер се увеличава със 100 тона, достигайки 8000 тона. С това е постигната по-голяма здравина на корпуса, усилено е бронирането на кулите, погребите за боезапаса, зенитната артилерия и е увеличена скоростта, но това не е достатъчно и за по-голяма вместимост на цистерните за гориво. Основните технически решения повтарят „Лайпциг“, но „Нюрнберг“ е малко по-дълъг и широк от своя предшественик. Проектът за крайцера е разработен от конструктора Блечшмит.

## История на службата

### Довоенен период
Лекият крайцер „F“ („Kreuzer F“ или „Ersatz Nymphe“ – замяната на крайцера „Нимфе“) е заложен на 4 ноември 1933 г. на завода на „Дойче Верке“ в Кил. На 8 декември 1934 г. крайцерът е спуснат на вода и получава името „Нюрнберг“.
На 2 ноември 1935 г. корабът влиза в състава на флота, на него отначало издигат флага на вече несъществуващата Ваймарска република, но само след пет дена, на 7 ноември, на него е издигнат военноморският флаг на Третия Райх.
След завършване на серията изпитания, в началото на 1936 г., „Нюрнберг“ става флагмански кораб на Разузнавателните сили на флота. От април до май крайцераът се намира в Атлантика с посещения в редица чуждестранни портове. От август до октомври и от ноември до декември 1936 г., през април-май и юли-август 1937 г. кораба се намира в испански води, оказвайки помощ на метежниците на генерал Франко. В следващите предвоенни години кораба се занимава с бойната подготовка, участва в маневрите на флота, в тържествата по случай спускането на нови кораби. През март 1939 г. „Нюрнберг“ участва в превземането на литовския порт Клайпеда (Мемел).

### Втора световна война
С началото на войната крайцерът участва в различни минно-заградителни операции в състава на съединения от надводни кораби, На 6 октомври, по време на една от тези операции, е безуспешно атакуван от британската подводна лодка „Сийулф“.
На 13 декември 1939 г. „Нюрнберг“ и лекият крайцер „Лайпциг“ са торпилирани от английската подводница „Селмън“. В сравнение с „Лайпциг“ повредите на „Нюрнберг“ са много по-малки, торпедото уцелва носовата част, откъсвайки я. Енергоустановката на кораба е без повреди, а загубите сред екипажа са само 16 души ранени. Ремонтът в корабостроителницата-строител продължава до април 1940 г..
През юни-юли 1940 г. крайцерът съпровожда войскови транспорти за Норвегия и обратното съпровождане на линкора „Гнайзенау“. През февруари – септември 1941 г. изпълнява задълженията на учебен кораб, през септември влиза в състава на северната група на германския „Балтийски флот“, създаден за пресичане на хипотетичния опит за преместване на съветския Балтийски Флот от Кронщат в Швеция в случай на падането на Ленинград.
От януари до август 1942 г. крайцерът се намира в основен ремонт, по време на който са заменени турбините и е усилено зенитното въоръжение. След завършване на работите „Нюрнберг“ преминава изпитания, а след това и курс по бойна подготовка, през декември преминава в Норвегия, за замяна на отплаващия в Германия за основен ремонт „Адмирал Шеер“. Крайцерът не участва в бойни действия. След „Новогодишния бой“ Хитлер заповядва да се извадят от състава на флота всички тежки кораби, което все пак е предотвратено от новия главкомандващ на ВМФ Карл Дьониц. „Нюрнберг“ отново става учебен крайцер.
През май 1943 г. „Нюрнберг“ се връща в Германия, където е зачислен в отряда на учебните кораби. В това си качество той служи до края на 1944 г.
През януари 1945 г. крайцерът участва в минни постановки във водите на Южна Норвегия, след което се намира в Осло-фиорде. На 27 януари крайцерът пристига във Копенхаген, след което вече фактически не участва в бойни действия. На 5 май 1945 г. с огъня на зенитните му автомати е отразен опита на членове на датската Съпротива да унищожат кораба с използването на взривяващ се катер. Загубите сред екипажа при това съставят 4 души.

## „Адмирал Макаров“: служба във ВМФ на СССР
След края на войната „Нюрнберг“ по репарации е передаден на СССР. На 5 (според други данни, 19) ноември корабът е зачислен в списъците на съветския военноморски флот. През декември 1945 г. пристига в Крощад, където в Морския завод са проведени неговия оглед и дефектовка. След това корабът извършва преход в бившата германска военноморска база Вилхелмсхафен, където приема на борда си въоръжението, боеприпасите и щатното оборудване, демонтирани и свалени на брега след капитулацията, а оттам се връща в Лиепая. Там, на 9 януари 1946 г., е подписан протокол за предаването на кораба от немския екипаж на съветския. Със заповед на наркома на ВМФ на СССР от 13 февруари 1946 г. крайцерът е преименуван на „Адмирал Макаров“.
Във ВМФ на СССР крайцерът носи служба в състава на 32-ра дивизия крайцери 8-ми ВМФ, а след това в 28-ма дивизия учебни кораби на Кронщадската военноморска крепост. Командири на крайцера от 1945 г.: С. Ворков, В. Василиев, И. Горшенин, А. Лоховин, Г. Борисов, Н. Шарашкин. Щатът на кораба в СССР се състои от 53 офицера, 191 старшини, 687 матроса.
В периода 1949 – 1951 г. корабът е модернизиран по проект, разработен в ЦКБ-17. Цялото леко зенитно въоръжение, с изключение на двуата четирицевни 20-мм автомата, е свалено. Вместо него са поставени двуцевните 37-мм автомати В-11. Също така немското радиолокационно оборудване постепенно е заменено със съветско.
В съветския Балтийски флот крайцерът се смята за един от най-добрите кораби, той участва във всички големи военноморски учения в Балтийско море, неговият екипаж регулярно завоюва награди за успехите си в бойната подготовка. По време на маневрите от 1953 г. на борда на крайцера се намира походният щаб на Главкома на ВМФ адмирала на флота Н. Г. Кузнецов. След това на неговия борд преминават практиката си курсантите на военноморските вузове, извършвайки походи в Северно и Норвежко морета. Като отличен боен кораб, той многократно приема чуждестранни правителствени и военни делегации.
На 21 февруари 1957 г. е прекласифициран в учебен съд. През февруари 1959 г. корабът е решено да се изпрати към Нова земя за участие в тестове на ядрено оръжие, в последният момент походът е отменен и на 20 февруари 1959 г. корабът е изключен от състава на флота. През август на същата година той прави своя последен преход към завода за разкомплектоване.

## Коментари
1. ↑  През 1945 г.
2. ↑  Всички данни са приведени по състояние към септември 1939 г.
3. ↑  Германските кораби при началото на тяхното строителство получават временни имена. За новите кораби се избират букви. Тези кораби, които трябва да заменят стари или загубени кораби получават приставката „Ерзац“ пред името на заменяемия кораб.